# Pablo D'alessandro
Pablo Adrián D’Alessandro (Rosario, Provincia de Santa Fe, 11 de abril de 1978) es un reconocido director técnico de fútbol juvenil argentino. Actualmente es asistente técnico del Deportivo Cuenca de la Serie A de Ecuador. Es reconocido por haber sido director técnico de Javier Mascherano en el Club Renato Cesarini.

## Ámbito deportivo
Se inició como técnico en 1998 en el Club Renato Cesarini de Rosario dirigiendo la 9ª categoría en la Asociación Rosarina de Futbol coronándose campeón. Se mantuvo en dicha categoría hasta 2001. En 2001 dirige la 8ª categoría del Club Renato Cesarini de Rosario en la Asociación Rosarina de Futbol por una temporada. Para el 2002, D’Alessandro pasa a dirigir la 7ª categoría del Club Renato Cesarini de Rosario en la Asociación Rosarina de Futbol. 
En 2003 D’Alessandro es promovido para dirigir la 5ª categoría del Club Renato Cesarini de Rosario en la Asociación Rosarina de Futbol. En 2004 dirige por una temporada la 4ª categoría del Club Renato Cesarini de Rosario. 
Para el año 2005, Pablo D’Alessandro es designado para dirigir la 1ª categoría del Club Renato Cesarini de Rosario. Desde la temporada ’05 hasta la ’07, D’Alessandro es elegido para ser el Coordinador de Divisiones Inferiores, Director Técnico de Reserva y Ayudante de campo de Primera División del Club Aprendices Casildense. En dicha institución consigue dos campeonatos con las Divisiones Inferiores y se corona campeón con el equipo de Reserva.
Para la temporada 2008, D’Alessandro pasa al Club Atlético Pujato como Director Técnico de Reserva y Ayudante de campo de Primera División. En 2009, Pablo D’Alessandro es designado como nuevo Director Técnico de la Primera División del Club Aprendices Casildenses.  A su vez, es elegido para dirigir técnicamente la 6ª División de AFA del Club Atlético Tiro Federal de Rosario y para integrar el cuerpo técnico de Primera División como veedor de equipos rivales.
En 2009, D'Alessandro es nombrado como Coordinador General de las Divisiones Inferiores Club Atlético Empalme de Villa Constitución. En 2010, es elegido para conducir tácticamente la 5ª División del Club Atlético Tiro Federal y la 6ª División en Asociación Rosarina de Futbol del Club Renato Cesarini. Para la temporada 2011, dirige a la 9ª división del Club Renato Cesarini en la Liga de la Asociación Rosarina de Futbol
En 2012, D’Alessandro es designado como nuevo entrenador de la Octava División del Club Atlético Newell’s Old Boys para la Liga de la Asociación Rosarina de Futbol. Con esta categoría, se consagra campeón invicto. A mediados de año es elegido para ocupar el cargo de Director Técnico de Reserva y Ayudante de campo de Primera División del Club Belgrano de Arequito.
En la temporada 2013, se desempeña como Director técnico de la Sexta División en las ligas de AFA y Asociación Rosarina de Futbol del Club Atlético Newell’s Old Boys de Rosario. Al finalizar la temporada, D’Alessandro guía al equipo al campeonato de la zona A1. Además, cierra el año como bicampeón al coronarse en el Torneo Hermenegildo Ivancich. Ese mismo año lo designan para conducir tácticamente a la Selección Rosarina Sub -17 logrando coronarse como Campeón Provincial y Nacional. Además, se desempeña como Director Técnico de Reserva y Ayudante de campo de Primera División del Club Atlético Pujato.
Para el 2014, conduce a la séptima División del Club Atlético Newell’s Old Boys de Rosario en las ligas de AFA y la Asociación Rosarina de Futbol. A este conjunto logra coronarlo campeón en su categoría en la liga de la Asociación Rosarina de Futbol. Para mitad de temporada también es designado como Director Técnico de Reserva y Ayudante de campo de Primera en el Club Atlético Pujato. Con este club consigue el Campeonato de Primera División.
Actualmente se desempeña como Coordinador General de Leones Futbol Club perteneciente a la Fundación Messi.[cita requerida]

## Palmarés
| Título                        | Club                            | País      | Año  |
| ----------------------------- | ------------------------------- | --------- | ---- |
| Asociación Rosarina de Futbol | Club Renato Cesarini            | Argentina | 1998 |
| Liga Casildense de Futbol     | Divisiones inferiores           | Argentina | 2005 |
| Liga Regional del Sud         | Club Atlético Empalme           | Argentina | 2009 |
| Asociación Rosarina de Futbol | Club Atlético Newell's Old Boys | Argentina | 2012 |
| Asociación Rosarina de Futbol | Club Atlético Newell's Old Boys | Argentina | 2012 |
| Torneo Hermenegildo Ivancich  | Club Atlético Newell's Old Boys | Argentina | 2013 |
| Campeón Nacional              | Selección Rosarina Sub-17       | Argentina | 2013 |
| Asociación Rosarina de Futbol | Club Atlético Newell's Old Boys | Argentina | 2014 |
| Liga Casildense de Futbol     | Club Atlético Pujato            | Argentina | 2014 |